# Universidade Millikin

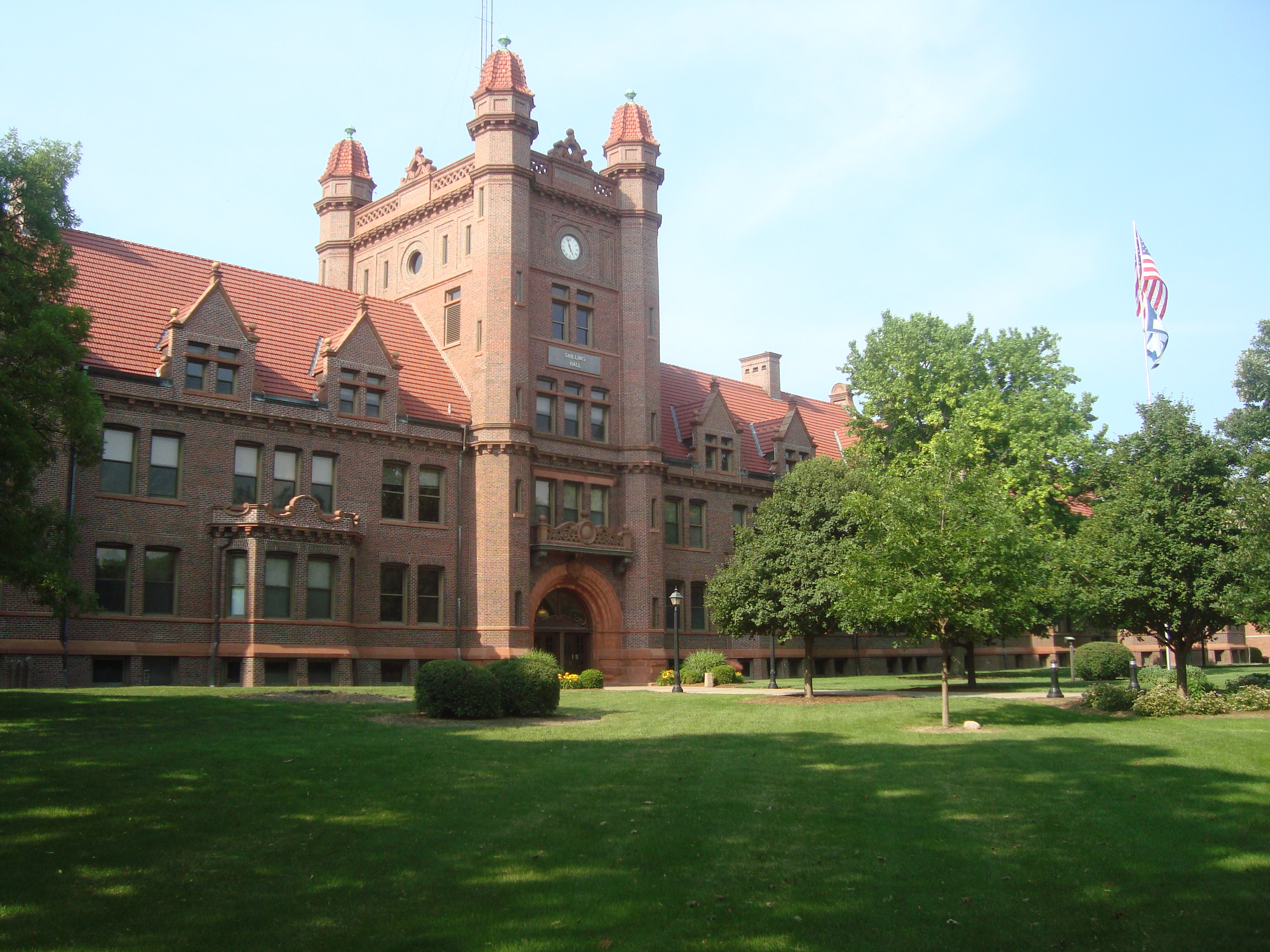
Shilling Hall

A Universidade Millikin (em inglês: Millikin University) é uma universidade privada em Decatur, Illinois, Estados Unidos. Foi fundada em 1901 pelo proeminente empresário James Millikin, e é filiada à Igreja Presbiteriana (EUA).
Em 2025, o US News & World Report classificou a Millikin University empatada em 14º lugar entre 94 escolas em "Regional Colleges Midwest", nº 22 em Best Value Schools e empatada em 44º lugar em Top Performers em Mobilidade Social, observando que a universidade tinha uma proporção aluno-professor de 10:1.